# Budd Schulberg
Budd Schulberg (født 27. marts 1914, død 5. august 2009) var en amerikansk manuskriptforfatter, romanforfatter og Tv-producer. Han var særlig kendt for sine romaner fra 1941 What Makes Sammy Run? (dansk: Hvorfor har Sammy så travlt?) og 1947 The Harder They Fall (filmatiseret i 1956 med Humphrey Bogart), og for sit Oscar-belønnede manuskript til filmen On the Waterfront (dansk: I storbyens havn) fra 1954.
Schulberg arbejdede i perioder som journalist for Sports Illustrated, hvor han dækkede boksestoffet. Han blev i 2003 optaget i International Boxing Hall of Fame for sit bidrag til boksesporten.

## Eksterne links
- Wikimedia Commons har flere filer relateret til Budd Schulberg
- Interview i The Jewish Chronicle, 12.02.2009 Arkiveret 5. marts 2016 hos  Wayback Machine